# U-106

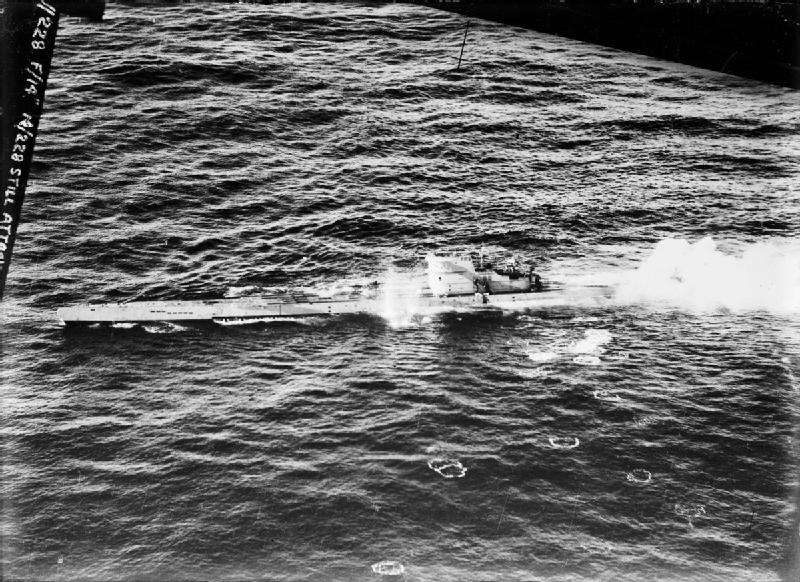
Um submarino Tipo IXB, que se acredita ser o U-106, sob ataque de um barco voador Sunderland

O submarino alemão U-106 foi um submarino Tipo IXB da Kriegsmarine da Alemanha nazista que operou durante a Segunda Guerra Mundial. Ela foi depositada em 26 de novembro de 1939 na DeSchiMAG AG Weser em Bremen como estaleiro número 969, lançada em 17 de junho de 1940 e comissionada em 24 de setembro. Ela estava armada com seis tubos de torpedo e um canhão naval SK C/32 de 10,5 cm. O U-106 foi designado para a 2ª Flotilha de submarinos em 24 de setembro de 1940, na qual serviria por quase três anos.
O U-106 foi um dos submarinos alemães de maior sucesso na Segunda Guerra Mundial. Ela completou 10 patrulhas durante a guerra e afundou 22 navios, totalizando 138.581 toneladas de registro bruto (GRT). Ele também danificou dois navios totalizando 12.634 GRT, um navio de guerra auxiliar de 8.246 GRT e o encouraçado HMS Malaya. O U-106 ajudou a catalisar a entrada do México na Segunda Guerra Mundial ao lado dos Aliados, afundando um dos dois petroleiros; a Fajã de Ouro. (O outro foi o Potrero del Llano, afundado pelo U-564).

## Detalhes
Os submarinos Tipo IXB eram ligeiramente maiores do que os submarinos Tipo IX originais, mais tarde designados IXA. O U-106 teve um deslocamento de 1.051 toneladas quando na superfície e 1.178 toneladas quando submerso. O submarino tinha um comprimento total de 76,50 m, um comprimento de casco de pressão de 58,75 m, Uma boca de 6,76 m, Uma altura de 9,60 m e um calado de 4,70 m. O submarino era movido por dois motores diesel MAN M 9 V 40/46 superalimentados de quatro tempos e nove cilindros, produzindo um total de 4.400 cavalos de potência métricos (3.240 kW; 4.340 shp) para uso durante a superfície, dois motores elétricos de dupla ação Siemens-Schuckert 2 GU 345/34 produzindo um total de 1.000 cavalos de potência métricos (740 kW; 990 shp) para uso submerso. Ela tinha dois eixos e duas hélices de 1,92 m. O barco era capaz de operar em profundidades de até 230 metros.
O submarino tinha uma velocidade máxima de superfície de 18,2 nós (33,7 km/h; 20,9 mph) e uma velocidade submersa máxima de 7,3 nós (13,5 km/h; 8,4 mph). Quando submerso, o barco poderia operar por 64 milhas náuticas (119 km; 74 mi) a 4 nós (7,4 km/h; 4,6 mph); quando emergiu, ela poderia viajar 12.000 milhas náuticas (22.000 km; 14.000 milhas) a 10 nós (19 km/h; 12 mph). O U-106 foi equipado com seis tubos de torpedo de 53,3 cm (quatro montados na proa e dois na popa), 22 torpedos, um canhão naval SK C/32 de 10,5 cm, 180 tiros e um SK C/30 de 3,7 cm, bem como um canhão antiaéreo C/30 de 2 cm. O barco tinha uma tripulação de quarenta e oito.

## Comandantes
| Nome                        | Começo                 | Fim                   |
| --------------------------- | ---------------------- | --------------------- |
| Kptlt. Jürgen Oesten        | 24 de setembro de 1940 | 19 de outubro de 1941 |
| Kptlt. Hermann Rasch        | 20 de outubro de 1941  | Abril de 1943         |
| Oblt. Wolf-Dietrich Damerow | 20 de junho de 1943    | 2 de agosto de 1943   |